# Karsholm slot
Karsholm (før 1658 dansk: Karsholm slot) er et slot i Villand herred, Skåne, ca. 10 km nordøst for Kristianstad, på en odde ved Oppmannasjön. Det nuværende slot er fra 1862.
Karsholm lå formentlig tidligere på en ø i søen mod nord. Den først kendte ejer var Joap Nielsen, som købte det i 1336. Senere ejedes det af slægten Krognos, og ved ægteskab med Anne Mouritsdatter Gyldenstierne omkring 1515 af rigsråden Predbjørn Clausen Podebusk. Det overgik senere igen til slægten Gyldenstierne og senere til slægten Sehested.
Siden 1869 har det været i familien Treschows eje.